# Maurice De Waele

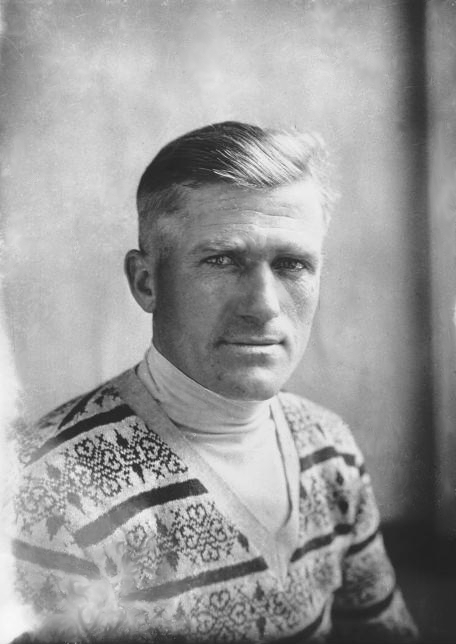
Maurice de Waele (1929)

Maurice De Waele (auch Maurice Dewaele; * 27. Dezember 1896 in Lovendegem; † 14. Februar 1952 in Maldegem) war ein belgischer Radrennfahrer und Sieger der Tour de France 1929.
Die sportliche Laufbahn von Maurice De Waele, der wegen seiner konstanten und zuverlässigen Fahrweise den Spitznamen le Métronome trug, begann nach dem Ersten Weltkrieg. Zunächst fuhr er als individueller Profi ohne Vertrag, bis er 1923 Mitglied des Teams Wonder wurde. 1921 gewann er die Belgien-Rundfahrt für Unabhängige. Ab 1927 fuhr er für das Team Alcyon, das in jenen Jahren die Tour de France dominierte. 1927 belegte De Waele mit rund eindreiviertel Stunde Rückstand Rang zwei hinter seinem Mannschaftskamerade, dem Luxemburger Nicolas Frantz, 1928 wurde er mit einer Stunde Rückstand auf Frantz Dritter. 1928 und 1929 war er in der Baskenland-Rundfahrt erfolgreich.
1929 startete De Waele zum dritten Mal bei der Tour. Die Macht der Hersteller war damals so groß, dass der Organisator der Tour, Henri Desgrange, „hilflos“ zusehen musste, „wie auf jede erdenkliche Weise gegen die Rennordnung verstossen wurde“: „Die Unregelmäßigkeiten erreichten ihren Höhepunkt, als der Träger des Gelben Trikots, Maurice Dewaele, [...], in Grenoble krank wurde und von den anderen Rennfahrern seiner Marke über die Alpen geschleppt wurde.“ Desgrange kommentierte dies nach De Waeles Sieg mit dem Satz: „Die Tour wurde von einem Leichnam gewonnen.“ Die Folge dieser Entwicklung war, dass ab 1930 nur noch Nationalmannschaften bei der Tour zugelassen waren, um die Macht der Fahrradproduzenten zu brechen. Bei seinem vierten Tourstart im Jahre 1931 wurde De Waele Fünfter.
Nach Beendigung seiner Radsportkarriere im Jahr 1931 eröffnete De Waele in Maldegem einen Fahrradgroßhandel, dort starb er 1952 im Alter 55 Jahren.
In seiner Heimatstadt Maldegem ist der Sportpark Maurice De Waele nach ihm benannt. An seinem Geburtshaus in Lovendegem ist ein bronzenes Relief zur Erinnerung angebracht. Es wurde in Anwesenheit des letzten belgischen Tour-Gewinners, Lucien Van Impe, 2004 eingeweiht. Gewürdigt wird er in Belgien auch als einziger Meetjesländer, einer Region zwischen Brüssel und Gent, der die Tour gewann. Im Gegensatz zu manch anderem Tour-Sieger blieb er trotzdem relativ unbekannt, was daran liegen soll, dass über ihn keine Anekdoten bekannt seien: „Hij was er, deed zijn ding en verder niks.“ („Er war da, machte sein Ding und sonst nichts.“)

## Platzierungen
- Sieg bei der Tour de France 1929.
- Sieg bei der Baskenland-Rundfahrt (1928, 1929)
- 3. Rang an der Flandern-Rundfahrt (1927)

Klassierungen bei der Tour de France:
- 1927: 2. Rang (2 Etappensiege)
- 1928: 3. Rang (2 Etappensiege)
- 1929: 1. Rang (1 Etappensieg)
- 1931: 5. Rang